# 작은꼬리상어
작은꼬리상어(학명:Carcharhinus porosus)는 흉상어목 흉상어과 흉상어속에 속하는 물고기이다. 전체적인 몸길이는 1.1m로 상어에서는 작은 편에 속한다.

## 특징과 먹이
일반적으로 길이가 1.1m(3.6피트)를 넘지 않는 날씬한 종인 작은꼬리상어는 다소 길고 뾰족한 넓고 삼각형의 첫번째 등지느러미, 항문 지느러미 바닥의 중간 지점에서 시작되는 두 번째 등지느러미를 가지고 있다. 그것은 지느러미에 눈에 띄는 표시가 없는 평범한 회색이다. 영어권에서는 Smalltail Shark(스몰테일 샤크)라는 이름으로 불린다. 작은꼬리상어는 상당히 길고 뾰족한 주둥이를 가진 날씬한 몸체의 종이다. 각 콧구멍의 앞쪽 가장자리는 좁고 뾰족한 엽으로 확대된다. 크고 둥근 눈에는 니티팅 막이 장착되어 있으며 그 뒤에는 일련의 두드러진 모공이 있다. 입은 모서리에 짧은 고랑이 있으며 양쪽 턱의 양쪽에 13-15 개의 치아 열이 있다.(보통 위쪽 14 개, 아래쪽 13 개) 윗니는 키가 크고 삼각형이며 강한 톱니가 있으며 측면으로 갈수록 점점 비스듬해진다. 아래쪽 치아는 비교적 좁고 직립하며 톱니가 더 미세하다. 5쌍의 아가미 슬릿은 짧다. 가슴 지느러미는 끝이 비교적 뾰족한 낫 모양이다. 첫번째 등지느러미는 넓으며 성어에서 거의 정삼각형을 형성하고 뭉툭한 정점을 가지고 있다. 그것은 가슴 지느러미 뒤쪽 끝에서 시작된다. 두번째 등지느러미는 작으며 항문 지느러미 기저부의 중간 지점에서 시작된다. 등지느러미 사이에는 능선이 없다. 골반 지느러미는 작고 끝이 뾰족하고 좁게 둥글며 항문 지느러미는 뒤쪽 가장자리에 깊은 노치가 있다. 비대칭 꼬리 지느러미는 강한 아래쪽 엽과 더 긴 위쪽 엽을 가지고 있으며 끝 부분에 복부 노치가 있다. 진피 이빨은 대부분 겹치지 않는다. 각각은 뒤쪽 치아로 이어지는 3-5개의 수평 융기를 가지고 있으며 중앙 치아가 가장 길다. 작은꼬리상어는 위는 평범한 회색이고 아래는 희끄무레하며 측면에 희미한 밝은 줄무늬가 있다. 가슴지느러미, 등지느러미, 꼬리지느러미는 끝으로 갈수록 어두워질 수 있다. 작은꼬리상어는 알려진 최대 길이가 1.5m(4.9피트)에 이르며[12] 0.9–1.1m(3.0–3.6피트)가 일반적이다. 암컷은 수컷보다 크게 자란다. 먹이로는 하스돔과, 민어과, 전갱이과, 바다동자개과의 작은 종들, 멸치, 청어, 정어리와 같은 작은 물고기, 새우, 게와 같은 갑각류, 오징어와 같은 두족류를 잡아먹고 사는 육식성 상어에 속한다. 반면 자신보다 몸집이 큰 상어나 대서양참다랑어, 대서양골리앗참바리와 같이 자신보다 더 큰 크기를 가진 경골어류들한테는 먹잇감으로 잡아먹히기도 한다.

## 서식지, 산란기, 어획 및 보호 활동
작은꼬리상어의 주요한 서식지는 멕시코만 북부에서 브라질 남부까지 이어지는 서부 대서양이며 카리브해 섬들(트리니다드 토바고 제외한다.)을 제외한다.  그러한 풍요로운 황금의 중심지는 브라질 북부 해안을 따라 파라와 마라냥주에서 떨어져 있으며 가장 흔한 상어이다.  이종은 루이지애나 앞바다에 종묘장이 있다는 역사적 증거에도 불구하고 지난 50년 동안 미시시피강 동쪽에서 서식하는 것이 보고되지 않았다. 작은꼬리상어는 일반적으로 36m(118피트) 이하의 표해수층으로 이뤄진 연안 해역에서 바닥 가까이에서 찾을 수 있다. 브라질 북부에서 떨어진 환경은 최대 7m (23ft) 높이의 조수와 7.5 노트에 이르는 것이 특징이다. 염도는 우기에는 14ppt, 건기에는 34ppt 사이에서 변동하며 온도 범위는 25에서 32 °C (77에서 90 °F)이다. 바닥이 진흙 투성이인 강어귀 지역을 선호한다. 가족의 다른 구성원과 마찬가지로, 작은꼬리상어는 태생이다. 발달 중인 배아가 난황 공급을 소진하면 난황낭은 어미가 영양을 공급하는 태반 연결로 발달한다. 암컷은 매년으로 2-9 마리 (일반적으로 4-6 마리)의 유어를 출산한다. 깔짚의 크기는 암컷의 크기에 따라 증가한다. 임신 기간은 1년이다. 번식은 일년 내내 이루어지며 9월에서 11월 사이에 출산이 절정에 이르고 암컷과 수컷이 서로 짝짓기를 하는 계절이다. 이는 북반구에선 가을인 계절, 남반구에선 봄이 출산기인 계절이 작은꼬리상어의 번식기가 되는 것이다. 알려진 짝짓기 지역은 브라질 북부와 트리니다드의 얕고 탁한 바다에서 발생하며 많은 만과 강어귀가 피난처와 먹이를 제공한다. 갓 태어난 유어는 길이가 30-33cm(12-13인치)이고 생후 첫 4년 동안 연간 평균 7cm(2.8인치)가 자란다. 수컷과 암컷은 각각 70-93cm(28-37 인치)와 71-85cm(28-33 인치)로 성장하였을 때에 성적으로 성숙하며 이는 수컷과 암컷이 모두 6세에 해당한다. 평균 성장률은 성숙 후에 연간 4cm(1.6인치)로 느려진다. 최대 수명은 12년이다. 작은꼬리상어는 사람의 식용으로 이용되는 어종으로 작은꼬리상어를 식용할 때는 주로 샥스핀, 고기, 회, 스쿠알렌으로 먹는다. 하지만 무분별한 남획 때문에 개체수가 많이 줄어서 국제자연보전연맹(IUCN)이 정한 멸종 위기 등급에서 위급 등급인 심각한 멸종위기종이며 이로 인해 한해에 잡을 수 있는 어획량을 엄격히 제한하고 국제적으로 개체수의 보호를 받는 종이다.

## 같이 보기
- 흉상어목
- 흉상어과
- 흉상어속